# Thoughts on Flash

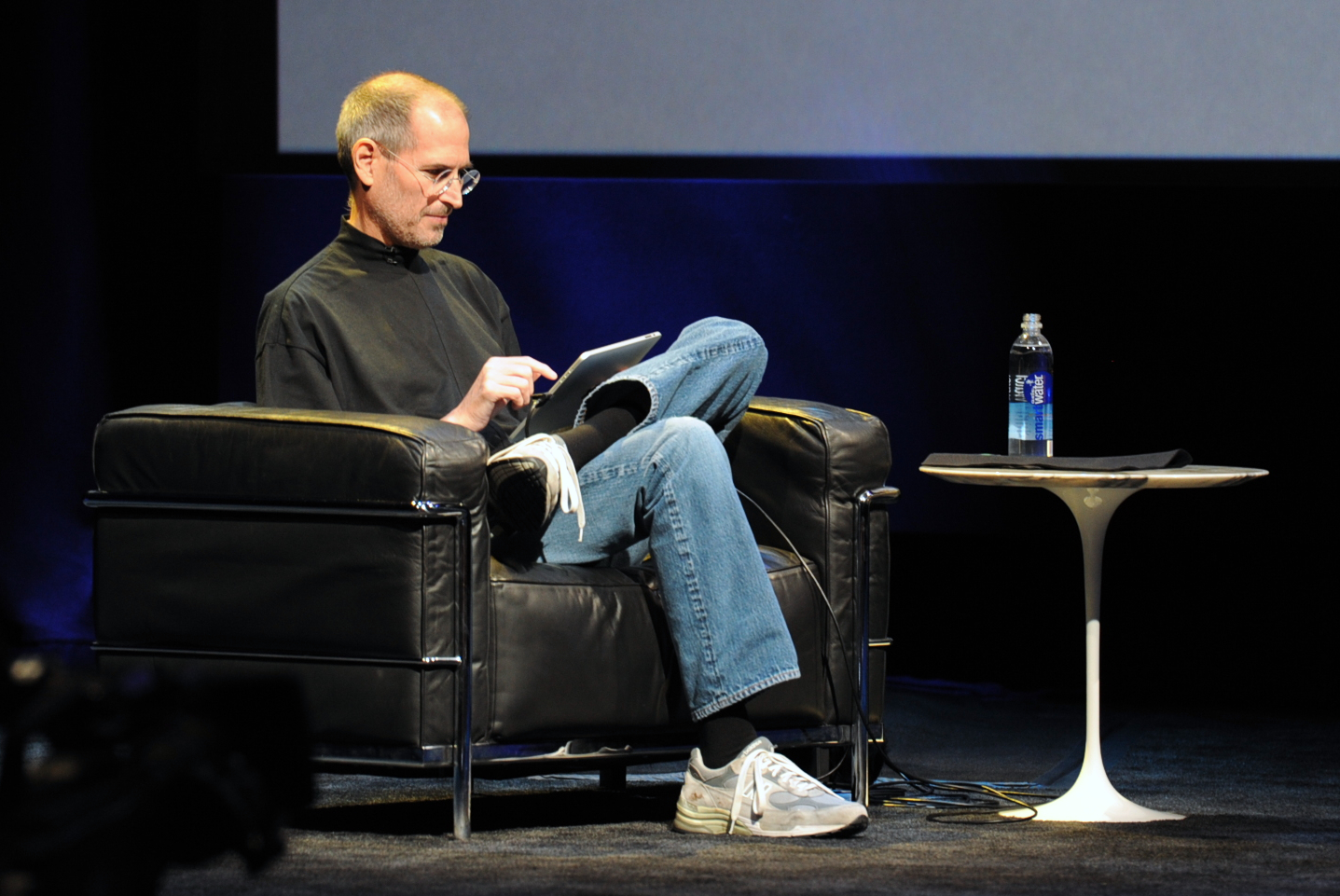
Steve Jobs alguns meses antes da publicação de "Thoughts on Flash" - Janeiro de 2010

"Thoughts on Flash" (em português: Reflexões sobre o Flash) é uma carta aberta publicada por Steve Jobs, cofundador e então CEO da Apple Inc., em 29 de abril de 2010. A carta critica a plataforma Flash, da empresa Adobe, ao descrever o motivo pelo qual a tecnologia não seria mais utilizada nos hardwares e sistema iOS da Apple. A carta gerou acusações de falsidade, hipocrisia e segundas intenções. Em retrospecto, muitos artigos concordaram com Jobs.

## Carta
A carta explica por que a Apple aboliria o uso do Flash no iPhone, iPod Touch e iPad . Jobs listou diversos problemas, tais como o alto consumo energético, travamentos, baixo desempenho em dispositivos móveis, falhas de segurança, falta de suporte ao toque, além do desejo de evitar "uma camada de software de terceiros entre a plataforma e o desenvolvedor". Ele abordou a ideia do Flash ser "aberto", alegando que "por quase qualquer definição, o Flash é um sistema fechado". Jobs acredita que os clientes da Apple não estão perdendo ao remover o Flash dos seus produtos, citando uma série de estatísticas, concluindo com que "o Flash não é mais necessário para assistir a vídeos ou consumir qualquer tipo de conteúdo da web".

### Resposta
A carta chamou atenção de forma imediata. Em resposta, o CEO da Adobe, Shantanu Narayen, descreveu a carta como um "ataque extraordinário" e, durante uma entrevista ao jornal The Wall Street, disse que os problemas ditos foram como "realmente, uma cortina de fumaça". Ele ainda afirma dizendo à Apple que as falhas nos computadores eram causados por conta do próprio sistema operacional, e que as alegações de descarregamento rápido da bateria eram "claramente falsas". As opiniões dentre os redatores foram diversas. Brian Chen, da revista Wired, afirmou em um artigo de 2009 que a Apple não permitiria o Flash, por motivos comerciais, devido à tecnologia burlar a App Store . John Sullivan, da Ars Technica, concorda, mas destaca a hipocrisia em seu raciocínio, dizendo: "todas as críticas que ele faz à abordagem proprietária da Adobe se aplicam igualmente à Apple". Dan Rayburn, do Business Insider, acusou Steve Jobs de mentir, devido o fato de que a maior parte do conteúdo na Internet está disponível em um formato diferente.
Outras análises concordaram com Jobs. O redator do TechCrunch, Ryan Lawler, escreveu em 2012 que "Jobs estava certo", afirmando que os usuários do Android tiveram experiências ruins ao assistir ou interagir com conteúdos em Flash onde eram "frequentemente instáveis ou não funcionavam bem, mesmo em telefones mais potentes". Mike Isaac da Wired escreveu em 2011 que "Em [nossos] testes de diversos dispositivos compatíveis com Flash, a instabilidade e travamentos do navegador eram comuns", e um ex-funcionário da Adobe declarou "Flash é um devorador de recursos [...] Ele drena bateria e não é confiável em navegadores da web para dispositivos móveis". Kyle Wagner do Gizmodo escreveu em 2011 que "a Adobe nunca foi realmente capaz de resolver problemas de desempenho, bateria e segurança".

## Desenvolvimento do iOS
Em abril de 2010, a Apple anunciou mudanças em seu Contrato de Desenvolvedor do iPhone, com detalhando novas restrições para desenvolvedores, e em particular para aplicativos criados usando apenas linguagens de programação "aprovadas" para a App Store. A mudança impactou diversas empresas que desenvolveram ferramentas para portar aplicativos de seus respectivos idiomas para aplicativos nativos do iPhone, sendo o exemplo mais proeminente o "Packager for iPhone" da Adobe, uma ferramenta de desenvolvimento iOS em beta na época. O New York Times citou um apoiador da Adobe alegando que a política era anticompetitiva.
Em 3 de maio de 2010, o New York Post informou que a Comissão Federal de Comércio dos EUA (FTC) e o Departamento de Justiça dos Estados Unidos (DOJ) estavam decidindo qual agência iniciaria uma investigação antitruste sobre o assunto.
Em setembro de 2010, depois de ter "ouvido nossos desenvolvedores e levado muito a sério muitos de seus comentários", a Apple removeu as restrições em ferramentas, linguagens e estruturas de terceiros, permitindo novamente a implantação de aplicativos Flash no iOS usando o Adobe's iOS Packager.
Em 8 de novembro de 2011, a Adobe anunciou que estava encerrando o desenvolvimento do plug-in Flash Player para navegadores da web em dispositivos móveis e mudando seu foco para a construção de ferramentas para desenvolver aplicativos para lojas de aplicativos móveis.
Em 2021, o ex-chefe de engenharia de software da Apple, Scott Forstall, disse em um depoimento gravado no processo Epic Games vs Apple que a Apple já havia ajudado a Adobe a tentar portar o Flash para iPhone e iPad. O desempenho foi "péssimo e embaraçoso", e a Apple nunca permitiu que o Flash fosse lançado para iOS.

## Fim da vida útil do Flash
Em julho de 2017, a Adobe anunciou sua intenção de descontinuar o Flash (incluindo atualizações de segurança) completamente até o ano de 2020. Em 31 de dezembro de 2020, o suporte ao Flash foi encerrado. A Adobe bloqueou a execução de conteúdo Flash no Flash Player a partir de 12 de janeiro de 2021.